# شهرستان استرلینگ (تگزاس)
شهرستان استرلینگ، تگزاس (به انگلیسی: Sterling County, Texas) یک سکونتگاه مسکونی در ایالات متحده آمریکا است که در تگزاس واقع شده‌است.

## خصوصیات
شهرستان استرلینگ ۲٬۳۹۰٫۵۷ کیلومترمربع مساحت دارد.